# Dallas Center
Dallas Center è un centro abitato (city) degli Stati Uniti d'America della contea di Dallas nello Stato dell'Iowa. La popolazione era di 1,623 persone al censimento del 2010. Fa parte dell'area metropolitana di Des Moines.

## Storia
Dallas Center ha avuto il suo inizio nel 1869 con la costruzione della ferrovia attraverso tale territorio. Prende il nome dal Vice Presidente George M. Dallas.
Dallas Center fu incorporata il 22 marzo 1880.

## Geografia fisica
Dallas Center è situata a 41°41′04″N 93°57′39″W (41.684342, -93.960884).
Secondo lo United States Census Bureau, ha un'area totale di 4,58 miglia quadrate (11,86 km²).

## Società

### Evoluzione demografica
Secondo il censimento del 2010, c'erano 1,623 persone.

### Etnie e minoranze straniere
Secondo il censimento del 2010, la composizione etnica della città era formata dal 98,2% di bianchi, lo 0,6% di afroamericani, lo 0,2% di nativi americani, lo 0,1% di asiatici, lo 0,1% di altre razze, e lo 0,8% di due o più etnie. Ispanici o latinos di qualunque razza erano lo 0,7% della popolazione.